# 大椿寺 (三浦市)

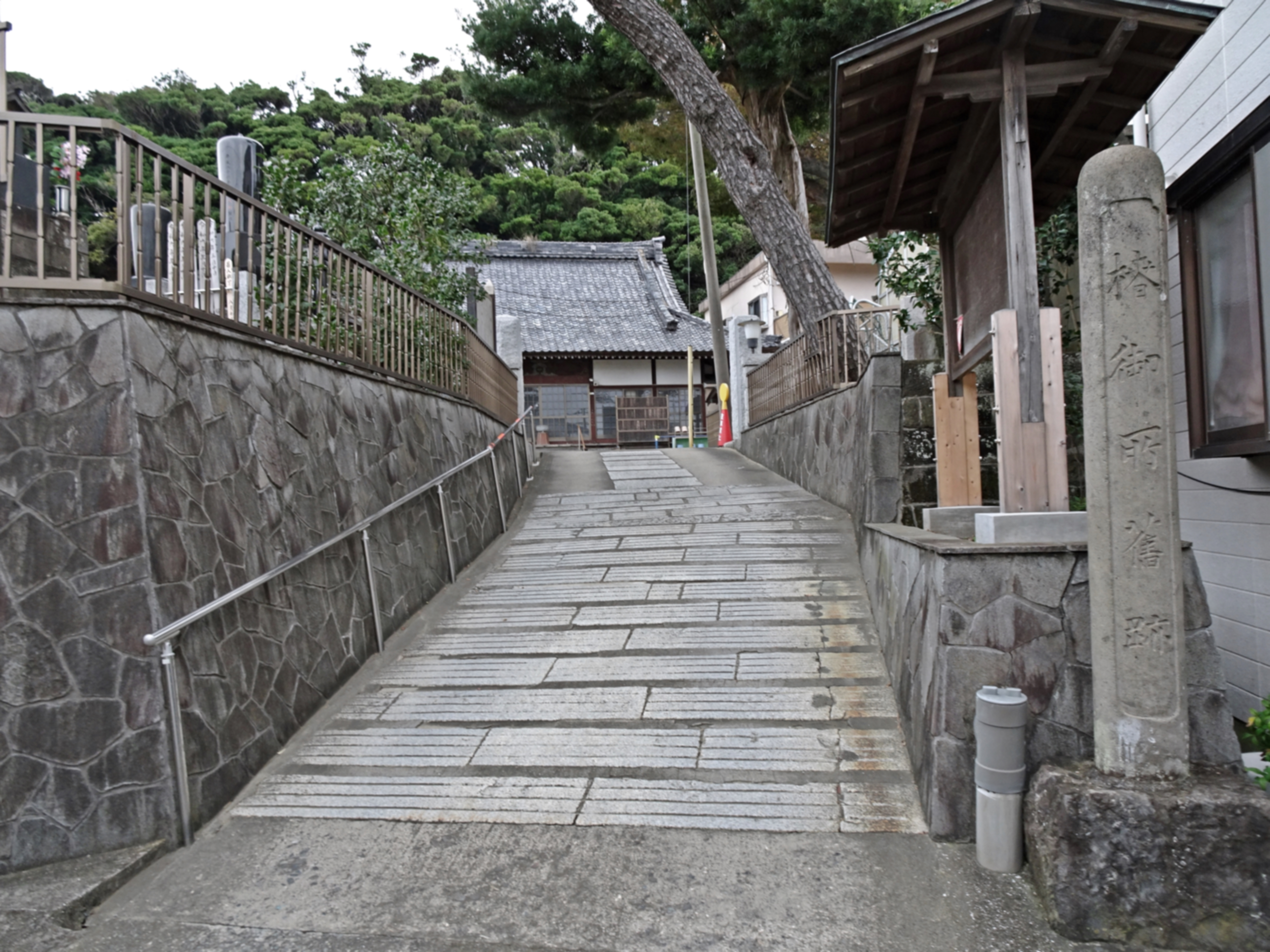
大椿寺参道

大椿寺（だいちんじ）は、神奈川県三浦市に所在する臨済宗妙心寺派の寺院。

## 前史
鎌倉時代、鎌倉幕府歴代将軍は当地を度々訪れており、別荘も構えていた。初代将軍源頼朝も3つの別荘を持っていた。頼朝の別荘は「椿の御所」「桃の御所」「桜の御所」と呼ばれており、別荘跡地はそれぞれ大椿寺（当寺）・見桃寺・本瑞寺になっている。

## 歴史
1199年（建久10年）、妙吾尼の開基である。妙吾尼は源頼朝の愛妾（そばめ）であり、頼朝の死後、別荘「椿の御所」を夫の菩提を弔うための寺としたとされている。なお、『新編相模風土記稿』には「法名大椿寺法円妙悟尼、寛喜二年（1230年）正月廿五日逝去す、宮川村に墓あり、寺記に妙悟尼は頼朝の室なりと云ふ、頼朝の夫人は政子にて事実卒年等も符合せず、こは全く鎌倉の侍女にて、後剃髪し此地に住せしならん」と記載されている。
かつては、寺号の通り多くの椿が植わっていたが、現在は数本しか植わってないという。
城ヶ島大橋建設の際、当寺の裏山から埴輪が出土している。

## 交通アクセス
- 路線バス椿ノ御所停留所より徒歩2分。